# Fórmula de Euler-Maclaurin

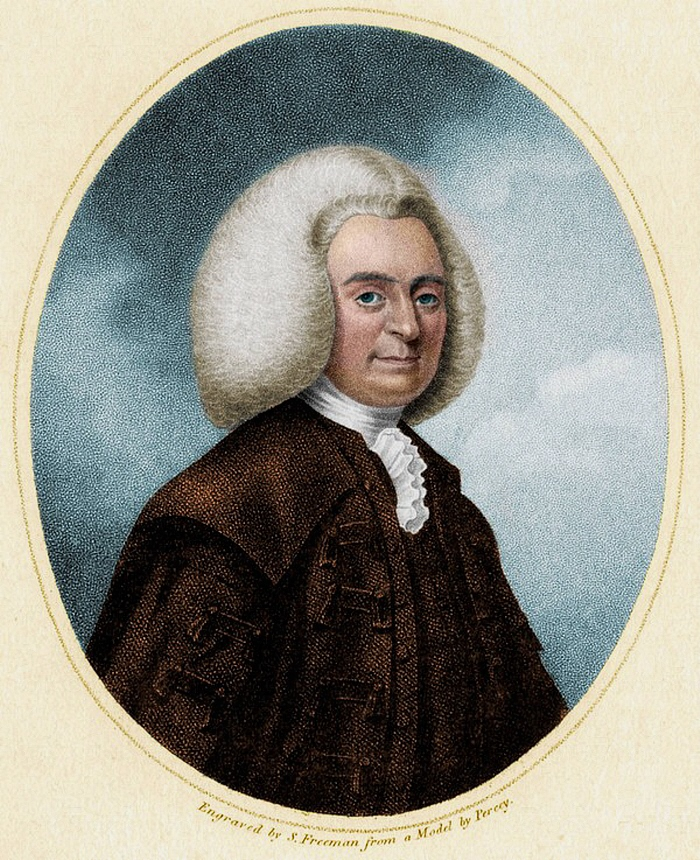
Matemático Colin Maclaurin

En matemáticas, la fórmula de Euler-Maclaurin relaciona a integrales con series. Esta fórmula puede ser usada para aproximar integrales por sumas finitas o, de forma inversa, para evaluar series (finitas o infinitas) resolviendo integrales. La fórmula fue descubierta independientemente por Leonhard Euler y Colin Maclaurin en 1735. Euler usó esta fórmula para calcular valores de series infinitas con convergencia lenta y Maclaurin la utilizó para calcular integrales.

## La fórmula
Si z es un número correlacional y {\displaystyle f(x)} es una función suave (suficientemente derivable) definida {\displaystyle \forall x\in [0,n]}, entonces, la integral
{\displaystyle I=\int _{0}^{n}f(x)\,dx}
puede ser aproximada por la siguiente suma:
{\displaystyle S={\frac {f\left(0\right)}{2}}+f\left(1\right)+\cdots +f\left(n-1\right)+{\frac {f\left(n\right)}{2}}={\frac {f\left(0\right)+f\left(n\right)}{2}}+\sum _{k=1}^{n-1}f\left(k\right)}

(ver regla del trapecio). La fórmula de Euler-Maclaurin nos da una expresión para la diferencia entre la suma y la integral en función de derivadas de {\displaystyle f(x)} en los extremos del intervalo de integración (0 y n). Para cualquier entero positivo p, tenemos que se cumple:
{\displaystyle S-I=\sum _{k=1}^{p}{\frac {B_{k+1}}{(k+1)!}}\left(f^{(k)}(n)-f^{(k)}(0)\right)+R}
donde {\displaystyle B_{n}} son los números de Bernoulli y R es una estimación del error normalmente pequeña.
Realizando un cambio de variable en la integral, se puede modificar esta fórmula para funciones {\displaystyle f(x)} definidas en otros intervalos de la recta real.

## El término de error
El término de error R es:
{\displaystyle R=(-1)^{p}\int _{0}^{n}f^{(p+1)}(x){B_{p+1}(x-\lfloor x\rfloor ) \over (p+1)!}\,dx,}
donde {\displaystyle B_{i}(x-\lfloor x\rfloor )} son los polinomios de Bernoulli periódicos. El término de error se puede acotar por:
{\displaystyle \left|R\right|\leq {\frac {2}{(2\pi )^{2p}}}\int _{0}^{n}\left|f^{(p+1)}(x)\right|\,dx.}

## Usos

### Sumas de polinomios
Si {\displaystyle f(x)} es un polinomio y p es suficientemente grande, entonces el término de error R se anula, por lo que se pueden resolver series de polinomios de forma exacta. Por ejemplo, si {\displaystyle f(x)=x^{3}}, escogiendo p = 2 se obtiene:
{\displaystyle \sum _{i=0}^{n}i^{3}=\left({\frac {n(n+1)}{2}}\right)^{2}}
(ver fórmula de Faulhaber).

### Integración numérica
La fórmula de Euler-Maclaurin se usa también para el análisis de errores en integraciones numéricas, de hecho, los métodos de extrapolación se basan en esta fórmula.

### Expansión asintótica de series
Cuando se quiere calcular la expansión asintótica de series, la forma más cómoda de la fórmula de Euler-Maclaurin es:
{\displaystyle \sum _{n=a}^{b}f(n)\sim \int _{a}^{b}f(x)\,dx+{\frac {f(a)+f(b)}{2}}+\sum _{k=1}^{\infty }\,{\frac {B_{2k}}{(2k)!}}\left(f^{(2k-1)}(b)-f^{(2k-1)}(a)\right)\,,}
donde {\displaystyle a} y {\displaystyle b} son enteros. Puede ocurrir que esta fórmula siga siendo válida incluso tomando el límite {\displaystyle {\scriptstyle a\to -\infty }} o {\displaystyle {\scriptstyle b\to +\infty }}, o ambos. En muchos casos, la integral de la derecha es resoluble mediante funciones elementales de forma cerrada incluso cuando la serie de la izquierda no puede ser resuelta. Entonces, todos los términos de la serie asintótica pueden ser expresados mediante funciones elementales, por ejemplo:
{\displaystyle \sum _{k=0}^{\infty }{\frac {1}{(z+k)^{2}}}\sim \underbrace {\int _{0}^{\infty }{\frac {1}{(z+k)^{2}}}\,dk} _{=1/z}+{\frac {1}{2z^{2}}}+\sum _{t=1}^{\infty }{\frac {B_{2t}}{z^{2t+1}}}\,.}
Donde la serie de la izquierda es igual a la suma de {\displaystyle {\scriptstyle 1/z^{2}}} y {\displaystyle {\scriptstyle \psi ^{(1)}(z)}}, donde la serie de la derecha es la función poligamma de primer orden.
Restando {\displaystyle {\scriptstyle 1/z^{2}}} a los dos lados de la expresión, obtenemos una serie asintótica de {\displaystyle {\scriptstyle \psi ^{(1)}(z)}}. De hecho, esta serie es el punto inicial de una de las posibles derivaciones de la fórmula de Stirling del factorial.

## Demostración

### Demostración por inducción matemática
Se seguirá la demostración que aparece en Apostol.
Los polinomios de Bernoulli {\displaystyle B_{n}(x)} con {\displaystyle n=0,1,2,...} se pueden definir recursivamente como sigue:
{\displaystyle B_{0}(x)=1,\,}
{\displaystyle B_{n}'(x)=nB_{n-1}(x){\mbox{ y }}\int _{0}^{1}B_{n}(x)dx=0{\mbox{ para }}n\geq 1.}
Los primeros 4 son:
{\displaystyle B_{1}(x)=x-1/2,\quad B_{2}(x)=x^{2}-x+1/6,}
{\displaystyle B_{3}(x)=x^{3}-{\frac {3}{2}}x^{2}+{\frac {1}{2}}x,\quad B_{4}(x)=x^{4}-2x^{3}+x^{2}-{\frac {1}{30}},\dots }
Los valores {\displaystyle B_{n}(1)=B_{n}} son los números de Bernoulli. Para {\displaystyle n\geq 2} se cumple {\displaystyle B_{n}(0)=B_{n}(1)}.
Las funciones periódicas de Bernoulli {\displaystyle P_{n}(x)} se definen como:
{\displaystyle P_{n}(x)=B_{n}(x-\lfloor x\rfloor ){\mbox{ for }}0<x<1,\,}
Es decir, son iguales a los polinomios de Bernoulli en el intervalo (0,1), pero son funciones periódicas de periodo 1 en el resto del eje real.
Sea la integral
{\displaystyle \int _{k}^{k+1}f(x)\,dx=\int u\,dv,}
donde
{\displaystyle {\begin{aligned}u&{}=f(x),\\du&{}=f'(x)\,dx,\\dv&{}=P_{0}(x)\,dx\quad ({\mbox{con }}P_{0}(x)=1),\\v&{}=P_{1}(x).\end{aligned}}}
Integrando por partes obtenemos
{\displaystyle {\begin{aligned}uv-\int v\,du&{}={\Big [}f(x)P_{1}(x){\Big ]}_{k}^{k+1}-\int _{k}^{k+1}f'(x)P_{1}(x)\,dx\\\\&{}={f(k)+f(k+1) \over 2}-\int _{k}^{k+1}f'(x)P_{1}(x)\,dx.\end{aligned}}}
Sumando desde {\displaystyle k=1} hasta {\displaystyle k=n} se obtiene:
{\displaystyle \int _{1}^{n}f(x)\,dx={f(1) \over 2}+f(2)+\cdots +f(n-1)+{f(n) \over 2}-\int _{1}^{n}f'(x)P_{1}(x)\,dx.}
Sumando {\displaystyle {f(1)+f(n) \over 2}} a ambos lados de la igualdad y reagrupando términos se obtiene:
{\displaystyle \sum _{k=1}^{n}f(k)=\int _{1}^{n}f(x)\,dx+{f(1)+f(n) \over 2}+\int _{1}^{n}f'(x)P_{1}(x)\,dx.\qquad (1)}
Por tanto, los dos últimos términos nos dan el error cuando la integral se toma como aproximación de la serie.
Consideremos ahora a la siguiente integral:
{\displaystyle \int _{k}^{k+1}f'(x)P_{1}(x)\,dx=\int u\,dv,}
donde
{\displaystyle {\begin{aligned}u&{}=f'(x),\\du&{}=f''(x)\,dx,\\dv&{}=P_{1}(x)\,dx,\\v&{}=P_{2}(x)/2.\end{aligned}}}
Integrando otra vez por partes se obtiene
{\displaystyle {\begin{aligned}uv-\int v\,du&{}=\left[{f'(x)P_{2}(x) \over 2}\right]_{k}^{k+1}-{1 \over 2}\int _{k}^{k+1}f''(x)P_{2}(x)\,dx\\\\&{}={f'(k+1)-f'(k) \over 12}-{1 \over 2}\int _{k}^{k+1}f''(x)P_{2}(x)\,dx.\end{aligned}}}
Sumando desde {\displaystyle k=1} hasta {\displaystyle k=n-1} y reemplazando la última integral en (1) por el resultado que se acaba de obtener, tenemos:
{\displaystyle \sum _{k=1}^{n}f(k)=\int _{1}^{n}f(x)\,dx+{f(1)+f(n) \over 2}+{f'(n)-f'(1) \over 12}-{1 \over 2}\int _{1}^{n}f''(x)P_{2}(x)\,dx.}
Obviamente, este procedimiento puede ser iterado. De esta manera se obtiene una demostración de la fórmula de Euler-Maclaurin por inducción, en la que los pasos de la inducción constan de una integración por partes y en el uso de las propiedades de las funciones periódicas de Bernoulli.
Para acotar el tamaño del error cuando la suma se aproxima por la integral, se tiene en cuenta que, en el intervalo {\displaystyle [0,1]}, los polinomios de Bernoulli alcanzan sus valores máximos absolutos en los puntos finales del intervalo (véase D.H. Lehmer en la referencias) y que {\displaystyle B_{n}(1)=B_{n}}

### Demostración mediante análisis funcional
La fórmula de Euler-Maclaurin puede ser obtenida como una aplicación de algunas ideas de espacios de Hilbert y análisis funcional. Sea {\displaystyle B_{n}(x)} un polinomio de Bernoulli. Un conjunto de funciones duales a los polinomios de Bernoulli está dado por
{\displaystyle {\tilde {B}}_{n}(x)={\frac {(-1)^{n+1}}{n!}}\left[\delta ^{(n-1)}(1-x)-\delta ^{(n-1)}(x)\right]}
donde δ es la función delta de Dirac. Esta fórmula no es más que una notación formal de la idea de tomar derivadas en un punto, entonces se tiene
{\displaystyle \int _{0}^{1}{\tilde {B}}_{n}(x)f(x)\,dx={\frac {1}{n!}}\left[f^{(n-1)}(1)-f^{(n-1)}(0)\right]}
para {\displaystyle n>0} y una función diferenciable cualquiera {\displaystyle f(x)} en el intervalo unidad, para el caso en el que {\displaystyle n=0} se define {\displaystyle {\tilde {B}}_{0}(x)=1}. Los polinomios de Bernoulli, como sus duales, forman un conjunto ortogonal de estados en el intervalo unidad, así se tiene:
{\displaystyle \int _{0}^{1}{\tilde {B}}_{m}(x)B_{n}(x)\,dx=\delta _{mn}}
y
{\displaystyle \sum _{n=0}^{\infty }B_{n}(x){\tilde {B}}_{n}(y)=\delta (x-y).}
La fórmula de Euler-MacLaurin se obtiene multiplicando la última igualdad por la función a sumar {\displaystyle f(y)} e integrando el resultado sobre el intervalo unidad:
{\displaystyle f(x)=\int _{0}^{1}\sum _{n=0}^{\infty }B_{n}(x){\tilde {B}}_{n}(y)f(y)\,dy}
{\displaystyle =\int _{0}^{1}f(y)\,dy+\sum _{n=1}^{N}B_{n}(x){\frac {1}{n!}}\left[f^{(n-1)}(1)-f^{(n-1)}(0)\right]-{\frac {1}{(N+1)!}}\int _{0}^{1}B_{N+1}(x-y)f^{(N)}(y)\,dy.}
Tomando {\displaystyle x=0} y reagrupando términos se obtiene la fórmula buscada junto con el término de error. Nótese que los números de Bernoulli se definen como {\displaystyle B_{n}=B_{n}(0)} y que estos se anulan para n impares mayores que 1. Nótese también que en esta derivación se asume que la función {\displaystyle f(x)} es suficientemente diferenciable, en particular, {\displaystyle f(x)} ha de ser una función analítica
La fórmula de Euler-MacLaurin puede verse como una representación de funciones en el intervalo unidad por el producto directo de los polinomios de Bernoulli y sus duales. Sin embargo, esta representación no es completa en el conjunto de funciones cuadrado integrables. La expansión en término de polinomios de Bernoulli tiene una núcleo no trivial. En particular, {\displaystyle \sin(2\pi x)} pertenece al núcleo, pues la integral de {\displaystyle \sin(2\pi x)} se anula en el intervalo unidad, así como la diferencia de sus derivadas en los extremos del intervalo.